# Gloniella sardoa
Gloniella sardoa är en svampart som beskrevs av Sacc. & Traverso 1883. Gloniella sardoa ingår i släktet Gloniella och familjen Hysteriaceae.   Inga underarter finns listade i Catalogue of Life.